# Rogneda steueri
Rogneda steueri är en plattmaskart som först beskrevs av Steinböck 1933, och fick sitt nu gällande namn av Tor Karling 1953. Rogneda steueri ingår i släktet Rogneda och familjen Polycystididae. Inga underarter finns listade i Catalogue of Life.